# Condado de Baldwin (Alabama)
El condado de Baldwin es un condado del estado de Alabama, Estados Unidos. Su nombre es en honor de Abraham Baldwin, uno de los miembros del senado de los Estados Unidos. En el año 2000 la población fue de 140 415 habitantes. La población estimada del 2005 por la Oficina del Censo de los Estados Unidos fue de 162.586 habitantes. La sede del condado se encuentra en Bay Minette. Es el condado más extenso de Alabama por área.

## Historia
El condado de Baldwin se fundó el 21 de diciembre de 1809, 10 años antes de que Alabama se convirtiera en estado. Previamente, el condado fue parte del territorio de Misisipi hasta 1817 cuando su área pasó a formar parte de Alabama. Alabama fue reconocido como estado en 1819.
Hubo numerosos cambios de frontera en el condado y varios grupos del ejército la invadieron.
En los tres primeros días de Baldwin, la ciudad de McIntosh Bluff (condado de Mobile en la actualidad, al oeste del condado de Baldwin) en el río Tombigbee, fue la sede del condado. Después de ser transferida la ciudad de Blakeley en 1810, la sede del condado se trasladó a Daphne en 1868. En 1900, con el acta de la legislación de Alabama, se autorizó el traslado de la capital a Bay Minette, mientras la ciudad de Daphne se opuso a su relocalización. Para el traslado de la sede del condado hacia la localidad de Bay Minette, los trabajadores de Bay Minette diseñaron un esquema. Para atraer al sheriff y su subdirector fuera de la ciudad de Daphne, el hombre prefabricó un asesinato. Mientras la ley buscaba al asesino ficticio durante horas, el grupo de trabajadores de Bay Minette se trasladaron 27 km de la localidad de Daphne, entraron y robaron los archivos de los juzgados de Baldwin County, y se los entregaron a la ciudad de Bay Minette donde la sede del condado se asentó aquel día. Un nuevo mural colgó en la oficina de correos de Bay Minette a pesar del traslado de la .
El condado de Baldwin, debido a su proximidad con el golfo de México ha sufrido frecuentes frentes tropicales y huracanes. Recientemente, el condado fue declarado zona catastrófica en septiembre de 1979 tras los daños del huracán Frederic, en julio de 1997 el huracán Danny, septiembre de 1998 el huracán Georges en septiembre de 2004 sufrió los daños del huracán Iván y de nuevo en agosto de 2005 vino el huracán Katrina.

## Geografía
De acuerdo con la oficina del censo de los Estados Unidos, el condado tiene un área de 2027 mi² (5250 km²), de los cuales 1596 mi² (4135 km²) son de terreno y 431 mi² (1115 km²) son de agua (el 21,24% del total). Es el decimosegundo condado más grande al este del río Misisipi.

### Principales autopistas
- Interstate 10
- Interstate 65
- U.S. Highway 31
- U.S. Highway 90
- U.S. Highway 98
- State Route 59
- State Route 104
- State Route 180
- State Route 182

### Aeropuertos
- Bay Minette, 1R8, tiene una sola pista 08/26 de 5,497'
- Fairhope, 4R4, tiene una sola pista 01/19 de 6,604'
- Foley, 5R4, tienen una sola pista 18/36 de 3,700'
- Gulf Shores, JKA, tiene dos pistas, 09/27 de 6,962' y 17/35 de 3,596'

En Baldwin County hay numerosos aeropuertos privados y helipuertos. Considerablemente espacio aéreo militar sobrevuela la mayor parte del territorio del condado y bahías adyacentes y zonas marítimas.

### Condados adyacentes
- Condado de Monroe (Alabama) - nordeste
- Condado de Escambia (Florida) - este
- Condado de Escambia (Alabama) - este
- Condado de Mobile (Alabama) - oeste
- Condado de Washington (Alabama) - noroeste
- Condado de Clarke (Alabama) - noroeste

### Reconocimiento medioambiental
Dos zonas separadas en el condado fueron designadas como Aguas excepcionales de Alabama (Outstanding Alabama Water) por la comisión de mantenimiento del entorno medioambiental quien supervisa el control ambiental. En 2007, tan solo dos áreas más recibieron su gran estatus medioambiental del estado. Una porción de la bahía de Wolf y 42 mi (67 km) del río Tensaw al norte de Baldwin recibieron la designación. Fuentes oficiales creen que el agua de prístina podría convertirse en una importante destinación ecoturística.

### Área nacional protegida
- Bon Secour National Wildlife Refuge

## Demografía
Según el censo del año 2000, había 200.100 habitantes, 55.336 propietarios, y 40.284 familias residiendo en el condado. La densidad de población fue de 88 hab/mi² (34 hab/km²). Había 74.285 viviendas unidas en una densidad cercana a 46 mi² (18/km²). La población racial del condado es de 87,15% blancos, 10,29% Afroamericanos, 0,58% nativos, 0,38% asiáticos, 0,03% procedentes de los archipiélagos del Pacífico, 0,54% son de otras razas, y 1,04% son de dos o más razas. 1,76% de la población es latinoamericana, 21,4% americanos, 12,5% inglesa, 11,4 alemana y 9,9 tienen raíces irlandesas de acuerdo con el censo del 2000.
Hay cerca de 55.336 propietarios de casas de los cuales 31,50% tienen hijos menores de 18 años viviendo con ellos, 59,30% son parejas casadas viviendo juntos, 10,20% son mujeres solteras, y el 27,20% no tienen familiares. El 23,30% de los residentes tienen casas fabricadas o individuales y el 9,50% de los que viven solos tienen 65 años o más. El tamaño de una casa familiar es de 2,94 y una individual es de 2,50.
La población del condado creció alrededor 24,40% eran menores de 18 años, 7,50% de entre 18-24 años, 27,70% de 25 a 44 años, 24,90% desde 45 a 64, y 15,50% son de 65 años o mayores. La mediana de edad fue de 39 años. Por cada 100 mujeres hay 96,20 hombres. Por cada 100 mujeres de 18 o más años hay 93,20 hombres.
La media de ingresos por hogar en el condado fue de 40.250 dólares, y la media de ingresos por familia de 47.028 dólares. La población masculina tuvo una media de ingresos de 34.507 dólares a lo contrario que la población femenina que obtienen 23.069 dólares. La renta per cápita del condado fue de 20.826 dólares. El 10,10% de la población y el 7,60 de las familias viven bajo el umbral de la pobreza. El 13,10% de ellos menores de 18 años y el 8,90% de ellos de 65 años o más.

## Regiones
- North Baldwin
- Eastern Shore
- Central Baldwin
- South Baldwin
- Southwest Baldwin
- East Baldwin

## Municipios

### Ciudades
- Bay Minette
- Daphne
- Fairhope
- Foley
- Gulf Shores
- Magnolia Springs
- Orange Beach
- Robertsdale
- Spanish Fort

### Pueblos
- Elberta
- Loxley
- Silverhill
- Summerdale

### Otras áreas
- Barnwell
- Bayside
- Belforest
- Blackwater
- Blakeley
- Bon Secour
- Bromly
- Clay City
- Crossroads
- Elsanor
- Fort Morgan
- Gateswood
- Houstonville
- Hurricane
- Josephine
- Lillian
- Little River
- Magnolia Beach
- Malbis
- Marlow
- Miflin
- Montrose
- Oak
- Oyster Bay
- Park City
- Perdido
- Perdido Beach
- Perdido Key
- Pine Grove
- Pine Haven
- Point Clear
- Rabun
- River Park
- Romar Beach
- Rosinton
- Seacliff
- Seminole
- Stapleton
- Stockton
- Swift
- Tensaw
- Turkey Branch
- Weeks Bay
- Whitehouse Fork
- Yupon

## Educación
Todas las escuelas públicas son operadas por Escuelas Públicas del Condado de Baldwin.